# Iakovos Rhizos Nerulos

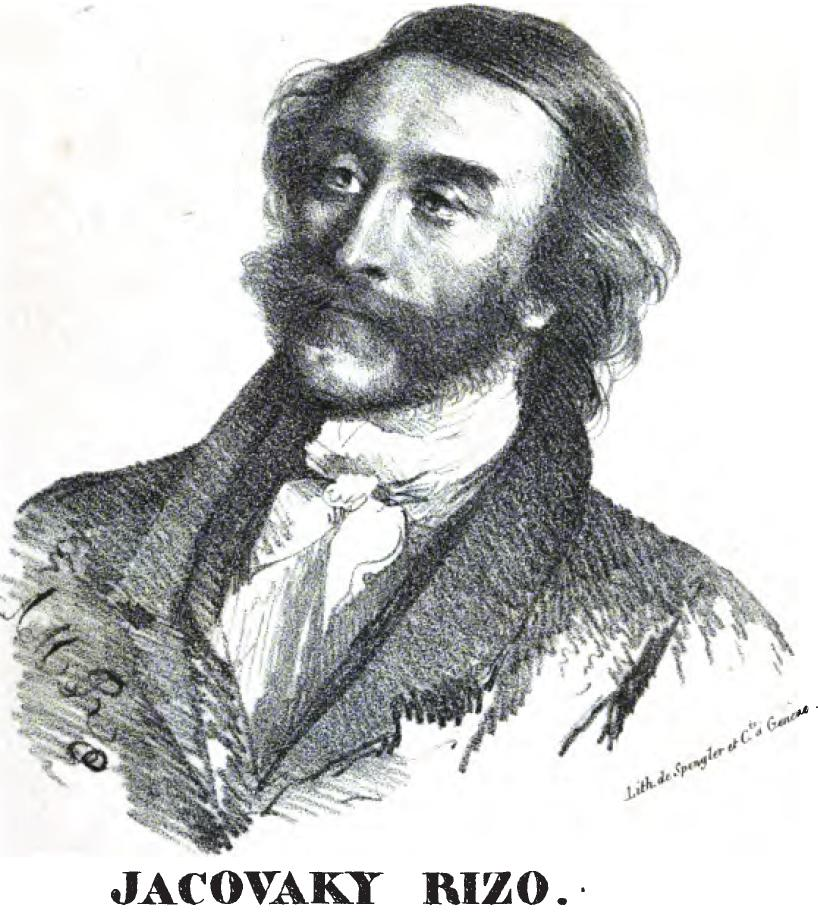
Iakovos Rhizos Nerulos (Porträt aus Cours de littérature grecque moderne, 1827)

Iakovos Rhizos Nerulos, der Vorname auch Iakovakis, der Nachname auch Neroulos (griechisch Ιάκωβος Ρίζος Νερουλός, auch Ιακωβάκης, * 1778 in Konstantinopel; † 1850 ebenda) war ein phanariotischer Gelehrter, Neogräzist, Schriftsteller und Politiker.

## Leben
Nerulos stammte aus einer phanariotischen Familie. Sein Vater, der den Nachnamen Nerulos trug, war Gelehrter und stand im Rang eines Kammerherrn, seine Mutter stammte aus der Familie Rhizos, daher das als Zwischenname geführte Metronym. Der Doppelname Rhizos Nerulos hatte die Funktion, ihn dem älteren Familienzweig der Rhizoi Rhankave (Ρίζοι Ραγκαβή) gegenüberzustellen, dem etwa auch Alexandros Rhizos Rhankaves angehörte. Er verlor seinen Vater im Alter von vier Jahren und wurde von seinem Onkel Samuel, dem Metropoliten von Ephesos, aufgezogen und zu einem herausragenden Gelehrten ausgebildet. Philosophieunterricht erhielt er von Daniil Philippidis, Französisch- und Mathematikunterricht von einem Abbé Lafontaine.
Im Jahr 1798, im Alter von zwanzig Jahren, folgte er Konstantin Ypsilantis (1760–1816), dem Gospodar des Fürstentums Moldau, als Adjutant. Seine Frau stammte aus der gleichfalls phanariotischen Familie der Ypsilanti. Wenig später, im Jahr 1801, ernannte Ypsilantis’ Nachfolger Alexandros Sutsos (Αλέξανδρος Σούτσος) ihn zu seinem Beauftragten an der Hohen Pforte in Konstantinopel. 1812 wurde er von Ioannis Karatzas in das Fürstentum Walachei geholt und zum Μέγας Ποστέλνικος (Premierminister) der Gospodare der Walachei ernannt (1812–1818). 1816 wurde er in die Φιλική Εταιρεία (Filiki Eteria, Gesellschaft von Freunden) aufgenommen. 1818 trat Karatzas zurück und Rhizos wurde zu seinem Übersetzer beim Großen Dolmetscher der Hohen Pforte ernannt. 1819 folgte er Michail Soutsos (Μιχαήλ Σούτσος) nach Moldawien. Dort blieb er bis zum Beginn der griechischen Revolution im Jahr 1821, in der er sich auf die Seite der griechischen Revolutionäre stellte. Seine bisherigen Funktionen musste er aufgeben.
Nach dem gescheiterten Aufstandsversuch des Alexander Ypsilantis in Moldawien floh Nerulos zunächst nach Bessarabien, dann nach Pisa, wo er von 1822 bis 1825 blieb, und schließlich nach Genf, wo er sich von 1826 bis 1827 aufhielt. Dort hielt er eine Vorlesung über Geschichte der neugriechischen Literatur und verfasste eine Histoire moderne de la Grèce.
In Genf lernte er Ioannis Kapodistrias kennen, mit dem er 1828 als dessen persönlicher Berater nach Griechenland zurückkehrte. Unter Kapodistrias übernahm er zunächst das Außenministerium, zog sich aber aufgrund einer Meinungsverschiedenheit mit der Regierung aus dem öffentlichen Leben nach Aigina zurück.
Nach Kapodistrias’ Ermordung kehrte er ins öffentliche Leben zurück und übernahm unter der Herrschaft Otto I. das Kirchenministerium (1832) und das Justizministerium sowie das Außenministerium (1834) und wurde zudem Mitglied des Staatsrates (Συμβούλιο της Επικρατείας). Er war zudem einer der ersten zehn Nomarchen Griechenlands (Νομάρχης Κυκλάδων, Nomarch der Kykladen, 1833). Als Minister für Bildung und Erziehung (1835–1837) ist Nerulos auch die erste Ordnung der höheren Bildung in Griechenland, die Gründung der Universität Athen (1837) und der Archäologischen Gesellschaft Athen (1837) zu verdanken. Er war auch an der Gründung der bis in die Gegenwart bestehenden Gesellschaft für Bildung und Erziehung, der Φιλεκπαιδευτική Εταιρεία (1836) beteiligt.
Zuletzt war er Botschafter des jungen griechischen Staates an der Hohen Pforte in Konstantinopel. Er wurde am 22. April 1843 von Wilhelm II. der Niederlande mit dem Großkreuz des Luxemburgischen Ordre de la Couronne de chêne ausgezeichnet.

## Schriftstellerisches Werk
Nerulos ist Verfasser zweier Tragödien in Versen. Die Aspasia (1813), ein Stück über die Gattin des Perikles, war die erste griechische Tragödie seit dem kretischen Theater und wurde 1819 in Odessa aufgeführt. Die Polyxena behandelt mit der Tochter des Priamos einen klassischen Tragödienstoff. Während die Tragödien in archaisierender Sprache verfasst waren, vertritt die Satire Korakistika (verfasst 1811, veröffentlicht 1813; wörtlich: „die Sprache der Raben“) die demotisierende Seite der neugriechischen Sprachfrage. Der Titel der Satire, der von griechisch κόραξ, -ακος "Rabe" abgeleitet ist, bezeichnet eine Geheimsprache griechischer Kinder und spielt scherzhaft auf den Namen von Adamantios Korais an, gegen dessen Sprachreform er polemisierte. Später widerrief er seine Polemik gegen Korais. In der unvollendeten Eposparodie Der Raub der Pute (1816) verwendet Nerulos fünfzehnsilbige Verspaare mit Reim und ein volkstümliches Griechisch. Die in Leipzig veröffentlichte Ode an die Griechen (1823) weist dagegen wiederum archaisierende Tendenzen auf.
In französischer Sprache niedergeschrieben, da in Genf für ein französischsprachiges Publikum verfasst, sind der Cours de littérature grecque moderne (1827, in zweiter Auflage 1828), der von dem Genfer Theologen und Arabisten Jean Pierre Louis Humbert (1792–1851) herausgegeben wurde, die Histoire moderne de la Grèce (1828) und die erst 2013 postum aus einem Manuskript der Bibliothek von Genf herausgegebene Analyse raisonnée de l'ouvrage intitulé "Charte turque", die sich kritisch mit der Charte Turque ou Organisation religieuse, civile et militaire de l’Empire Ottoman des Italieners Alfio Grassi (1766–1827) auseinandersetzt.
Eine späte Komödie in fünf Akten, der Zeitungsfürchter (1837), setzt sich mit den Praktiken Athener Journalisten auseinander.

## Schriften (Auswahl)
Literarische Werke
- Ασπασία. Τραγωδία συγγραφείσα παρά Ιακωβάκη Ρίζου. τυπ. Ιω. Βαρθ. Σουηκίου, Wien 1813. – (Tragödie)
  - Zweite Auflage: Τραγωδία Ελληνική Ασπασία. Διηρημένη εις τρεις πράξεις. Συντεθείσα μεν υπό του κ. Ιακωβάκη Ρίζου του και Νερουλού, δεύτερον δε νυν μετατυπωθείσα παρά …. Εκ της Ιωνικής τυπογραφίας, Smyrna 1835, (online).
  - Englische Übersetzung: Aspasia. A tragedy in modern Greek by J. Rizos. Boston, Hilliard, Gray, Little and Wilkins και New York, G and C. Carvill. Philadelphia, Carey, Lee and Carey, 1829.
- Κορακιστικά ή διόρθωσις της ρωμέικης γλώσσας. Κωμωδία εις τρεις πράξεις διαιρεμένη. Υπό του Λογίου και Ευγενούς κ. Ιακώβου Ρίζου. Wien, 1813. – („Die Sprache der Raben oder Korrektur der rhomäischen Sprache“, Komödie in drei Akten)
  - Zweite Auflage: Κορακιστικά ή διόρθωσις της ρωμαίκης γλώσσας. Κωμωδία εις τρεις πράξεις διαιραιμένη. Υπό του Λογίου και Ευγενούς κ. Ιακώβου Ρίζου Μεγάλου Ποστελνίκου.  Δεύτερον μετατυπωθείσα χάριν τῶν Φιλοκάλων. 1835, (online).
  - Französische Übersetzung: Les Korakistiques ou Amendement de la langue grecque moderne. Texte et traduction par P.-A. Lascaris. Maison d’Édition Agon, Paris 1928, (online).
- Πολυξένη. Τραγωδία εις πέντε πράξεις διηρημένη. / Συγγραφείσα μεν παρά του Ευγενεστάτου Άρχοντος μεγάλου Ποστελνίκου κυρίου Ιακωβάκη Ρίζου, του άλλως Νερουλού, αφιερωθείσα δε προς τους φιλογενείς. τυπ. Ιω. Βαρθόλδου Σουηκίου, Wien 1814. – (Tragödie in fünf Akten)
  - Moderne Ausgabe der Theaterstücke: Ιακωβάκη Ρίζου Νερουλού Τα Θεατρικά: Ασπασία 1813, Πολυξένη 1814, Κορακιστικά 1813. Ίδρυμα Κώστα και Ελένης Ουράνη, Athen 2002.
- Κούρκας αρπαγή. Ποίημα ηρωικοκωμικόν εις τρία άσματα, συντεθέν παρά του ΄Αρχοντος Ποστελνίκου Κυρίου Ιακωβάκη Ρίζου του ποτέ Νερουλού. τυπ. Ιω. Βαρθ. Τσβεκίου, 1816, (online). – („Der Raub der Pute“, heroisch-komisches Gedicht in drei Gesängen, unvollendet)
- Διονύσης Ν. Καραβίας (Hrsg.): Αποχαιρετισμός εις Ιταλίαν. Καραβία, Δ. Ν. – Αναστατικές Εκδόσεις, Αθήνα 1975 (Βιβλιοθήκη Ιστορικών Μελετών, 98), (Buchanzeige). – („Gruß an Italien“, Gedicht)
- Αποχαιρετισμός. Αστρολάβος/Ευθύνη, Αθήνα 1988.
- Ωδή προς Έλληνας. Leipzig 1823. – („Ode an die Griechen“, Gedicht)
- Η Ερωτηματική οικογένεια. Κωμωδία εις τρεις πράξεις διηρημένη και συντεθείσα παρά του ΒΔΖΚΜΞΠΡΑΘ. τυπ. Α. Κορομηλά, Athen 1837, (online). – („Die Fragefamilie“, Komödie in drei Akten)
- Ο Εφημεριδόφοβος. Κωμωδία εις τρεις πράξεις διηρημένη και συντεθείσα παρά του ΒΔΖΚΜΞΠΡΑΘ. τυπ. Α. Αγγελίδου, Athen 1837, (online). – („Der Zeitungsfürchter“, Komödie in drei Akten)
- Ανέκδοτα ποιημάτια Ιακωβάκη Ρίζου Νερουλού, εκδοθέντα υπό του Mis De Queux de Saint–Hilaire. Chamerot, Paris 1876, (online). – („Gedichte aus dem Nachlass“)

Gelehrte Schriften
- Cours de littérature grecque moderne donné à Genève par Jacovaky Rizo Néroulos, ancien Premier Ministre des Hospodars grecs de Valachie et de Moldavie, publié par Jean Humbert. Abraham Cherbuliez, Genève, Paschoud, Paris 1827. – (enthält das Porträt)
  - Zweite Auflage: Cours de littérature grecque moderne donné à Genève par Jacovaky Rizo Néroulos, ancien Premier Ministre des Hospodars grecs de Valachie et de Moldavie; publié par Jean Humbert. Seconde édition revue et augmentée. Abraham Cherbuliez, Genève, Dondey-Duprey, Paris 1828, (online). – (Die Préface enthält Ss. vi–xxiv eine Darstellung von Neroulos’ Leben und Werk)
  - Deutsche Übersetzung: Die neugriechische Litteratur. In Vorlesungen gehalten zu Genf 1826 von Jacovaky Rizo Nerulos, ehemaligen Premierminister der griechischen Hospodare in der Moldau und Walachei. Uebersetzt von Dr. Christian Müller. Bei Florian Kupferberg, Mainz 1827.
  - Niederländische Übersetzung: Geschiedenis der Nieuwere Grieksche Letterkunde. Door Jacovaky Rizo Neroulos, Oud-Eerste Minister der Grieksche Hospodars van Walachië en Moldavië. Naar de tweede verbeterde en vermeerderde uitgave, uit het Fransch vertaald en met eenige aantekeningen voorzien, door  J. J. de Gelder. De Gebroeders Van Cleef, ’s-Gravenhage, Amsterdam 1829, (online).
  - Neugriechische Übersetzung: Ιστορία των γραμμάτων παρά τοις νεωτέροις Έλλησι. Συνταχθείσα υπό Ιακώβου Ρίζου Νερουλού …, εξελληνίσθη δε υπό Ολυμπίας Ι. Ν. Άμποτ. τυπ. Περρή - Βάμπα, Αθήνα 1870, (online).
- Histoire moderne de la Grèce depuis la chute de l'Empire de l'Orient. Par Jacovaky Rizo Néroulos, ancien Premier Ministre des Hospodars grecs de Valachie et de Moldavie. Abraham Cherbuliez, Genève 1828, (online).
  - Deutsche Übersetzung: Geschichte des neuern Griechenlandes seit der Zeit des Befreiungskrieges. Aus dem Französischen des Jakowaky Rizo Nerulos, gewesenen ersten Ministers der Hospodare der Moldau und Walachei. Übersetzt durch Heinrich Ferdinand Eisenbach. Hartleben, Leipzig 1830 (Bibliothek der wichtigsten neuern Geschichtswerke des Auslandes, 5), (online), (weitere online-Fassung).
- Bertrand Bouvier, Anastasia Danae Lazaridis (Hrsg.): Jacovaky Rizo Néroulos, Analyse raisonnée de l'ouvrage intitulé „Charte turque“ – Ιακωβάκη Ρίζου Νερουλού Κριτική ανάλυση του συγγράμματος που επιγράφεται „Τουρκική Χάρτα“. Εισαγωγή, έκδοση, μετάφραση, ευρετήρια: Bertrand Bouvier, Αναστασία Δανάη Λαζαρίδου. Morphōtiko Idryma Ethnikēs Trapezēs, Athen 2013, Inhaltsverzeichnis; Buchanzeige mit Kurzbiographien von Bouvier und Lazaridis. – (Editio princeps eines unveröffentlichten Genfer Manuskriptes und Übersetzung ins Neugriechische)